# Oak Park (Michigan)
Oak Park – miasto w Stanach Zjednoczonych, w stanie Michigan, w hrabstwie Oakland.